# 聖佩德羅-德胡胡伊

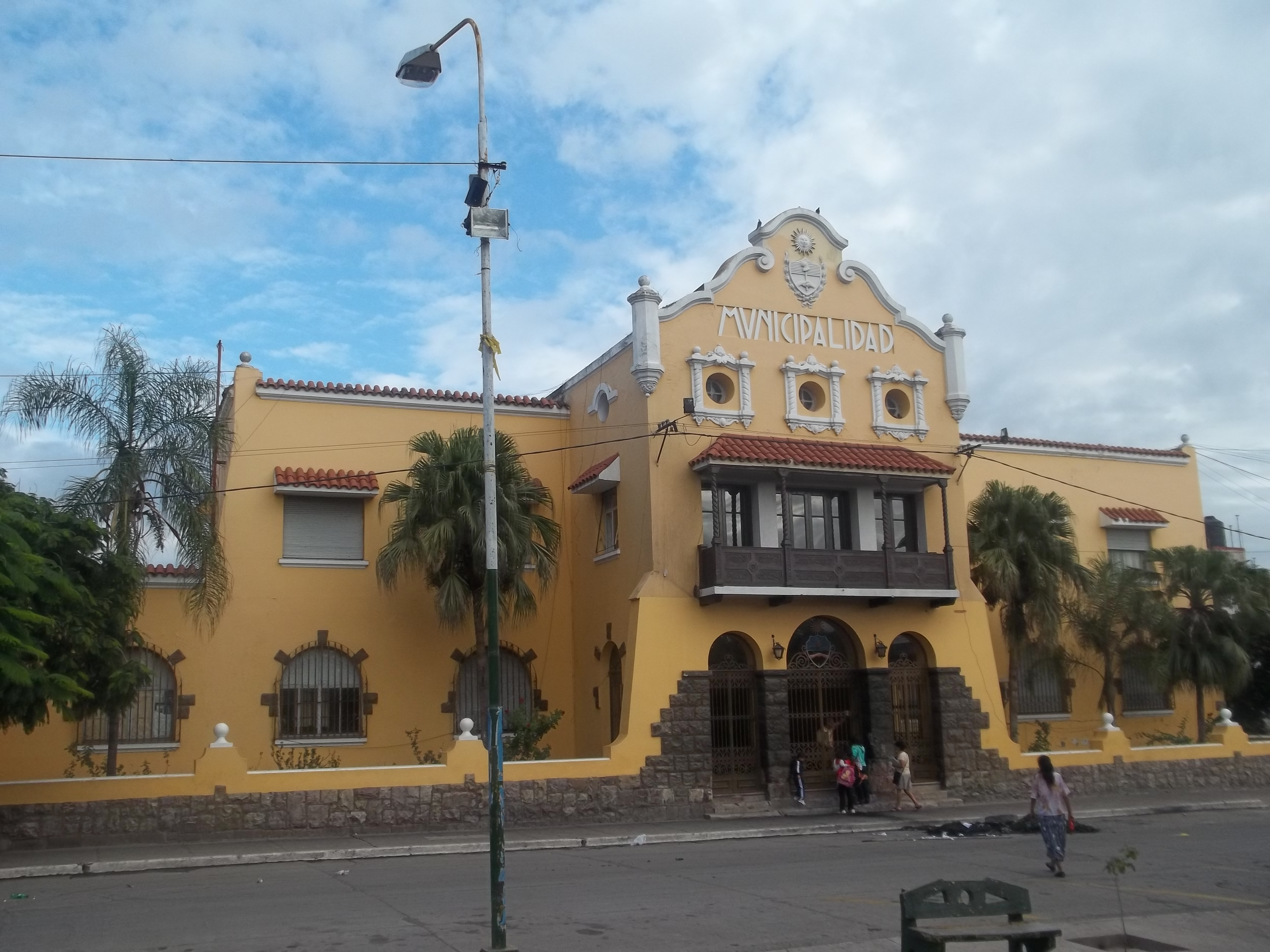
聖佩德羅-德胡胡伊

聖佩德羅-德胡胡伊（西班牙語：San Pedro de Jujuy）是阿根廷的城鎮，位於該國西北部，由胡胡伊省負責管轄，始建於1883年5月25日，面積2,150平方公里，海拔高度587米，2010年人口75,037，人口密度每平方公里35人。